# Arsen Schorajewitsch Galstjan

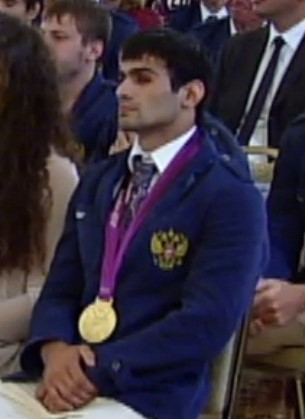
Arsen Schorajewitsch Galstjan

Arsen Schorajewitsch Galstjan (russisch Арсен Жораевич Галстян, englische Schreibweise Arsen Galstyan; * 19. Februar 1989 in Nerkin Karmiraghbjur, Provinz Tawusch in der Armenischen SSR) ist ein russischer Judoka. Er tritt im Superleichtgewicht (Klasse bis 60 Kilogramm) an.
Galstjan gewann 2005 bei den russischen Meisterschaften in der Altersklasse U17 seinen ersten nationalen Titel. Im März 2006, im März 2007 und im März 2008 gewann er die russischen Meisterschaften in der Altersklasse U20 und belegte im November 2007 in dieser Meisterschaft den dritten Platz in seiner Gewichtsklasse. Im Oktober 2007 wurde er Europameister U20 in Prag und im April 2009 Europameister in Tiflis. Seinen ersten globalen Meisterschaftstitel errang Galstjan bei den Junioren-Weltmeisterschaften im Oktober 2008 in Bangkok, daneben gewann er weitere internationale Turniere oder platzierte sich in den oberen Rängen. Bei der Weltmeisterschaft in Tokio im Oktober 2010 wurde er Dritter, ebenso bei den Europameisterschaften in Istanbul im April 2011. Bei den Weltmeisterschaften in Paris im August 2011 belegte er den siebten Platz.
2012 nahm Galstjan erstmals bei den Olympischen Sommerspielen in London teil. Hier gewann er die Goldmedaille in seiner Gewichtsklasse mit einem Sieg über den Japaner Hiroaki Hiraoka mit einem Ippon nach nur 41 Sekunden, nachdem er bereits im Halbfinale gegen den Usbeken und amtierenden Weltmeister Rishod Sobirov gewonnen hatte.